# Saint-Oradoux-de-Chirouze
 Saint-Oradoux-de-Chirouze  là một xã thuộc tỉnh Creuse trong vùng Nouvelle-Aquitaine miền trung nước Pháp. Xã này nằm ở khu vực có độ cao trung bình 800 mét trên mực nước biển.